# Verbandswagen (Straßenbahn)

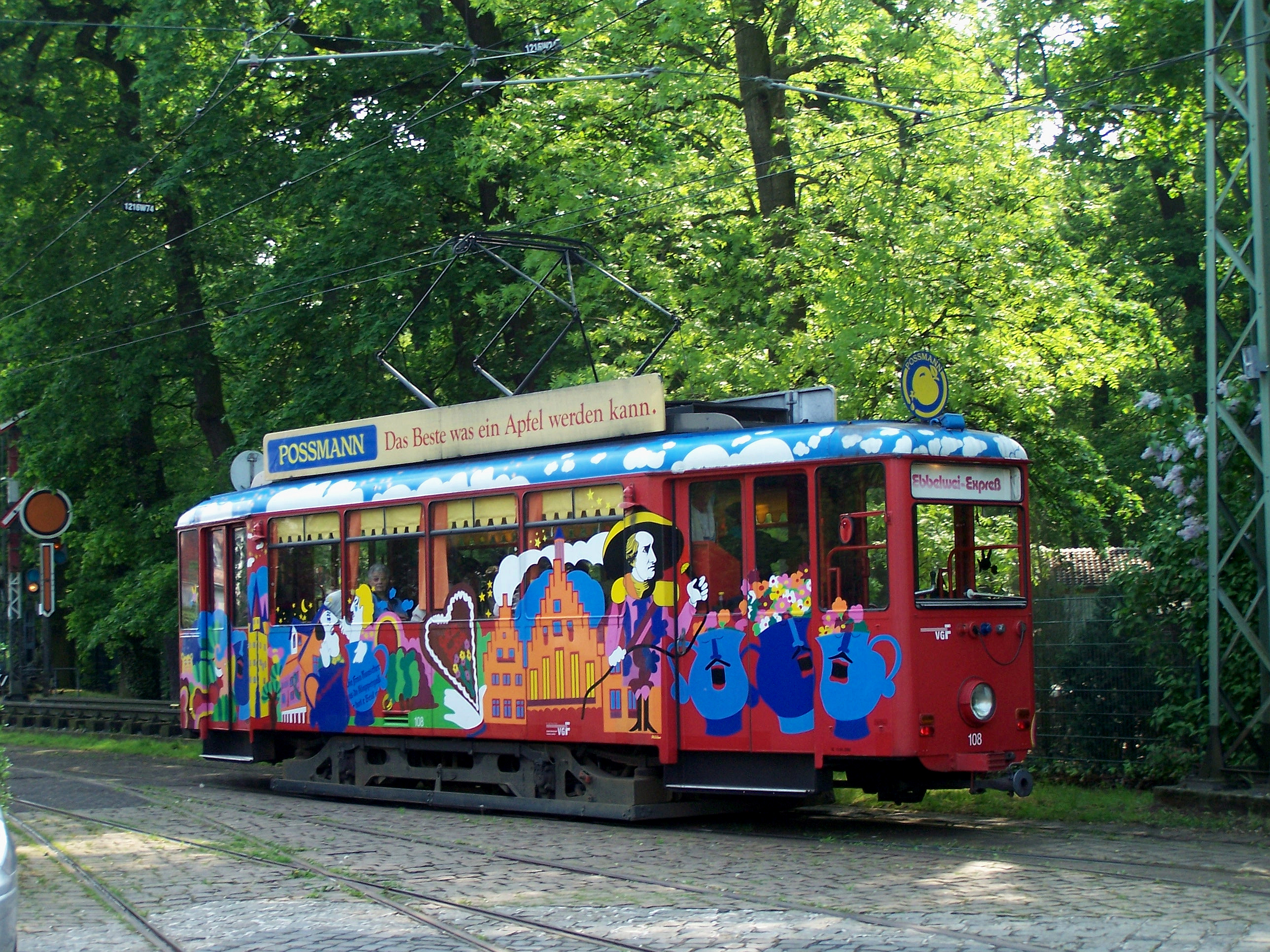
Verbandswagen Typ I der Straßenbahn Frankfurt am Main (Baureihe K) mit zweiteiligen „Teleskop“-Schiebetüren

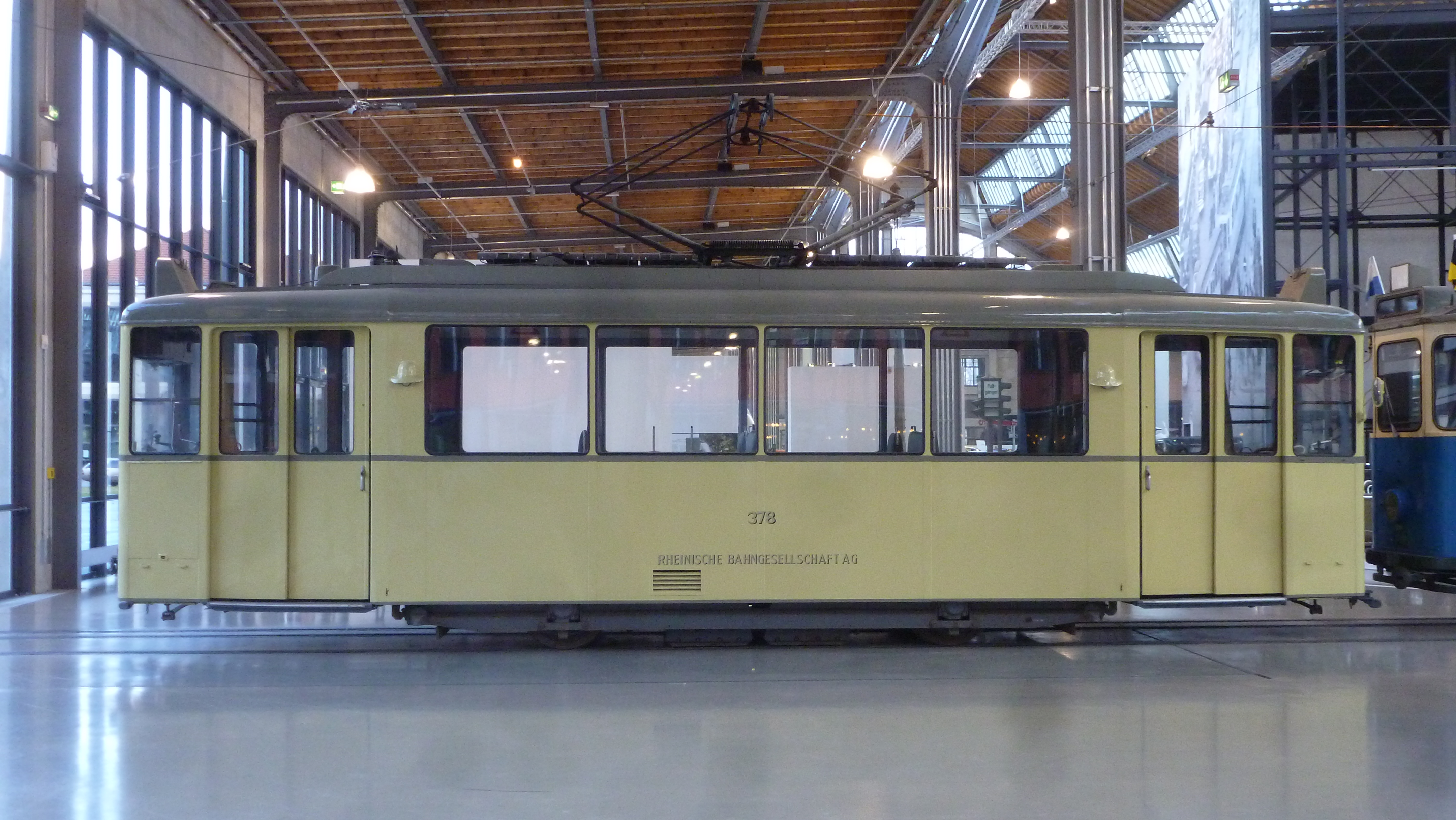
Verbandswagen Typ I der Rheinische Bahngesellschaft AG Düsseldorf, Tw 378 – breitere Ausführung mit einer Breite von 2,35 m und bis zur ersten Stufe herunter gezogenen Türen

Die Verbandswagen waren nach den Richtlinien des Verbands öffentlicher Verkehrsbetriebe (VöV) gebaute Straßenbahn-Triebwagen und die dazugehörigen Beiwagen.
In den ersten Jahren nach dem Zweiten Weltkrieg wurden Straßenbahnfahrzeuge in großer Zahl aus kriegsbeschädigten Fahrzeugen hergestellt. Diese wieder aufgebauten Straßenbahnwagen werden als Aufbauwagen bezeichnet. Da die Erneuerung der stark dezimierten Wagenbestände bei allen Straßenbahnbetrieben anstand, mussten auch völlig neue Fahrzeuge beschafft werden. Dies führte zu Neukonstruktionen von Triebwagen (Tw) und Beiwagen (Bw), mit dem Ziel einer Vereinheitlichung und damit auch einer Vereinfachung des Straßenbahnwagenbaus in einer Zeit des wirtschaftlichen Mangels. So entstanden ab 1950 die ersten Verbandstypen nach Richtlinien des VöV, des heutigen Verbands Deutscher Verkehrsunternehmen (VDV).
Im Gegensatz zu den Aufbauwagen, die auf kriegszerstörten Fahrgestellen gebaut wurden, wurden die 11 m langen und zweiachsigen Verbandswagen komplett neu gebaut. Mit dem Bau der Verbandswagen wurde das Prinzip des Einheitsstraßenbahnwagens (ESW) von 1938 fortgeführt. Mit der Modernisierung der Verkehrsbetriebe wurden ab 1952 die ersten bis zu 15 m langen Großraumwagen mit Fahrgastfluss angeschafft, parallel dazu wurden noch bis 1958 weiter Verbandswagen gebaut. Im Wesentlichen wurden zwei Typen von Verbandswagen gebaut, die Typen I und II.

## Verbandstyp I
Der Verbandstyp I war nicht ganz neu entwickelt. Sein Wagenkasten entsprach denen der Aufbauwagen und beruhte im Wesentlichen auf dem Kriegsstraßenbahnwagen (KSW) der 1940er Jahre, hatte aber im Gegensatz zu diesem vier Fenster je Seite. Er wurde je nach Betrieb in unterschiedlichen Ausführungen gebaut, teilweise mit Schiebetüren, teilweise bereits mit automatischen Falttüren. Mehrere Betriebe bauten ihre Wagen für Einmannbetrieb oder für Einrichtungsbetrieb um. Außer den überwiegend gelieferten zweiachsigen Wagen wurde an einige Verkehrsbetriebe auch sogenannte Lenkdreiachser mit dreiachsigem Fahrgestell geliefert.

## Verbandstyp II

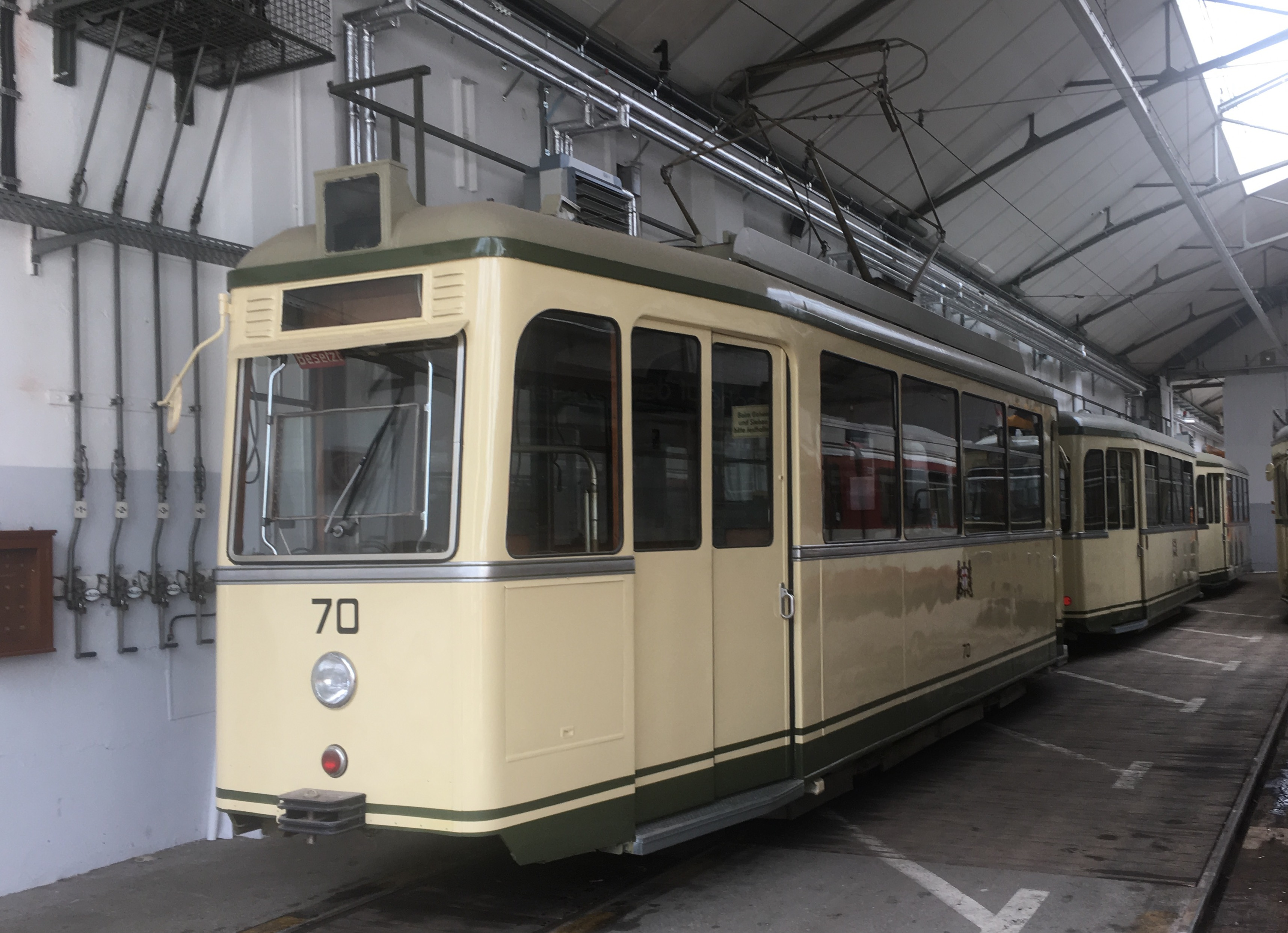
Verbandswagen Typ II der Straßenbahn Freiburg im Breisgau

Der Verbandstyp II unterscheidet sich von den Fahrzeugen des Typs I durch einige Verbesserungen der Kastenkonstruktion. Am auffälligsten sind die schräg gestellten Frontscheiben, die oben gerundeten Seitenfenster an den Fahrzeugenden und die durchgezogenen Schürzen, die den oberen Teil des Fahrwerks verdecken. Auch der Typ II wurde in unterschiedlichen Ausführungen wie beispielsweise mit Schiebe- oder Falttüren oder für Ein- und Zweirichtungsbetrieb gebaut.